# Antoine Pellegrina
Antoine Pellegrina (21 de setembro de 1933) é um ex-ciclista francês de ciclismo de pista. Representou França nos Jogos Olímpicos de Verão de 1960 em Roma, onde terminou em quinto lugar na corrida de velocidade.